# Лотар (стрип јунак)
Лотар (енгл. Lothar) је измишљени лик из стрипа Мандрак мађионичар.
Лотар је принц седам нација, федерације неколико племена. Најбољи је Мандраков пријатељ и његов главни помоћник. Мандрака је упознао током његовог путовања по Африци. Иако је требало да постане краљ, одлучио је да се придружи Мандраку у његовој борби против злочинаца и криминала. Лотар важи за најјачег човека на свету. Такође он је један од првих црних суперхероја у стрипу. Носи фес, шорц и леопардову кожу, лоше говори енглески језик. Након смрти идејног творца Фила Дејвиса цртач Фред Фредерикс је променио Лотаров изглед (уместо леопардове коже почео је да носи мајцу са мотивима коже леопарда) и научио је да течно говори енглески језик.